# Introzzo
Introzzo – miejscowość i gmina we Włoszech, w regionie Lombardia, w prowincji Lecco.
Według danych na rok 2004 gminę zamieszkiwało 137 osób, 45,7 os./km².
1 stycznia 2018 gmina została zlikwidowana.